# Sonic Jam
Sonic Jam (ソニックジャム?, Sonikku Jamu) è un videogioco raccolta sviluppato da Sonic Team e pubblicato da Sega per la console Sega Saturn nel giugno 1997 in Giappone e due mesi dopo in Nord America e in Europa. Il titolo contiene i quattro giochi principali della serie Sonic the Hedgehog usciti precedentemente su Sega Mega Drive: Sonic the Hedgehog, Sonic the Hedgehog 2, Sonic the Hedgehog 3 e Sonic & Knuckles. In aggiunta a questi è presente anche un ambiente 3D chiamato "Sonic World", il quale funge da museo interattivo sul materiale legato alla serie Sonic.
Lo sviluppo ha avuto inizio dopo l'uscita di Nights into Dreams... nel luglio 1996 ed è stato svelato al Tokyo Game Show del 1997 come parte di un progetto per allargare il mercato di Sega e il brand Sonic the Hedgehog. Il gioco ha ricevuto recensioni per lo più positive ed è stato apprezzato per il suo rapporto qualità-prezzo ma in compenso è stato criticato per l'esclusione di Sonic CD e Sonic Spinball. Il "Sonic World" è piaciuto per la sua vasta gamma di informazioni e contenuti sbloccabili ma la grafica che accompagna tale modalità ha avuto giudizi di varia natura. Una conversione molto semplificata è uscita per la portatile Game.com esclusivamente per il mercato nord americano nel luglio 1998.

## Modalità di gioco
Sonic Jam è una raccolta che contiene i quattro capitoli principali usciti su Sega Mega Drive ovvero: Sonic the Hedgehog, Sonic the Hedgehog 2, Sonic the Hedgehog 3 e Sonic & Knuckles. A differenza delle altre raccolte uscite successivamente, questa non utilizza un emulatore della console originaria su cui erano usciti i giochi, i quali sono qui presentati come delle conversioni dirette identiche alle originali e con la correzione di alcuni bug minori. Sonic Jam emula la tecnologia lock-on presente in Sonic & Knuckles la quale permette al giocatore di mischiare gli elementi di questo titolo con quelli precedenti, portando così a cambiamenti nel design dei livelli e la possibilità di giocare come Knuckles the Echidna in Sonic the Hedgehog 2 e Tails in Sonic & Knuckles.
I singoli giochi possono essere affrontati sotto tre difficoltà: Normal (normale), Easy (facile) e Original (originale). Original permette di usufruire della stessa esperienza su Mega Drive non apportando alcuna differenza, Normal altera leggermente la difficoltà (rendendola meno difficile) ed infine Easy aggiunge svariate piattaforme, rimuove degli ostacoli e alcune zone per semplificare ulteriormente il tutto. Le nuove caratteristiche riguardano la facoltà di poter utilizzare lo Spin Dash, abilità introdotta in Sonic 2, qui utilizzabile anche nel primo Sonic the Hedgehog, la possibilità di giocare ai livelli speciali separatamente e la modalità "Time Attack" con un'opzione denominata "Time Out" che disabilita le limitazioni legate al tempo.
Sonic Jam presenta anche un'ambientazione in 3D completamente esplorabile chiamata "Sonic World", dove il giocatore prende il controllo di Sonic e lo può fare interagire con i vari oggetti presenti nella zona. Questa modalità permette anche di accedere a un museo interattivo nel quale si ha la possibilità di fruire di numerose informazioni e contenuti legati al mondo della serie, tra cui: concept artwork, manuali, schede dei personaggi, colonna sonora e gli spot pubblicitari originali giapponesi. Per rendere disponibili tali contenuti bisogna guidare il porcospino blu all'interno degli edifici appositi. In "Sonic World" è presente anche una lista di missioni da completare, la quale compare dove aver effettuato un salto su un trampolino. Questi obiettivi includono la raccolta di un certo numero di ring, raggiungere dei pali e trovare Tails; se tutti quanti vengono soddisfatti, si sbloccano i crediti. Sonic Jam è compatibile con il 3D Control Pad del Saturn.

## Sviluppo e pubblicazione
Al Tokyo Game Show del 1997, Sega annunciò "Project Sonic", una campagna promozionale che aveva la funzione di aumentare il proprio mercato ed espandere il brand Sonic the Hedgehog. Yūji Naka, creatore della saga, dichiarò che la "fase uno" del progetto era quella di introdurre Sonic Jam come compilation di giochi con vari miglioramenti piuttosto che una semplice raccolta di conversioni dirette. Alla sua presentazione alla fiera dei videogiochi il titolo era completo all'88%. Secondo Naka, lo scopo di "Project Sonic" non era solo quello di aumentare i consumatori ma anche di "rinnovare l'entusiasmo" che il pubblico aveva avuto nei riguardi di Sega, dato che Sonic the Hedgehog ebbe successo anche al di fuori del Giappone.
Lo sviluppo iniziò dopo l'uscita di Nights into Dreams... nel luglio 1996, dopo che Sonic Team ricevette delle lettere da parte dei fan che chiedevano "chi era Sonic". I creatori di Sonic, Naka e Naoto Ōshima, credevano che fosse importante introdurre alla gente il porcospino blu, il quale fungeva da base per il progetto indirizzato al pubblico. Fino alla pubblicazione di Sonic Jam, la casa giapponese non aveva più lavorato a nessun titolo dopo Sonic & Knuckles del 1994. Naka sostenne che Sonic Team aveva vissuto un periodo in cui doveva "ricaricare le proprie batterie" per avere nuove idee.
"Sonic World" faceva parte di un esperimento per vedere come sarebbe funzionato un gioco di Sonic the Hedgehog in un 3D vero e proprio, il quale è poi servito come prototipo per il primo capitolo interamente in tre dimensioni, Sonic Adventure, che è stato originariamente sviluppato per Saturn e poi spostato sul suo successore, il Dreamcast. Questo mondo fa utilizzo dello stesso motore grafico di Nights, anche se Naka rifiutò inizialmente di volerlo condividere con il Sega Technical Institute (STI), che al tempo stava lavorando al gioco Sonic X-treme, in quanto Sonic Team avrebbe preferito creare un videogioco completamente in 3D. In seguito Naka espresse di aver provato "sollievo" che X-treme sia stato infine cancellato. Naka e Ōshima riferirono che il processo più difficoltoso è stato quello di raccogliere delle informazioni specifiche per il "Sonic World", affermando "ci sono così tanti giochi che non abbiamo mai nemmeno sentito nominare... Sega è una grande azienda e prima che ce ne accorgessimo erano sorti diversi sistemi di gioco (inclusi il Game Gear, Master System e il Pico).
Sonic Jam è uscito in Giappone il 20 giugno 1997 mentre la versione per Saturn di Sonic 3D: Flickies' Island lo raggiunse alla fine dello stesso anno. È stata distribuita anche un'edizione limitata contenente tre barattoli di marmellata (da qui il nome del gioco, dato che "jam" in inglese significa "marmellata" o "confettura") raffiguranti rispettivamente Sonic, Tails e Knuckles. In Nord America è stato pubblicato il 20 agosto 1997 mentre in Europa il 28 agosto seguente. Una conversione è stata pubblicata per la console portatile Game.com di Tiger Electronics il 10 luglio 1998. Questa edizione presenta delle versioni ridotte di Sonic the Hedgehog 2, Sonic the Hedgehog 3 e Sonic & Knuckles. A differenza della controparte Saturn, non include Sonic the Hedgehog.

## Accoglienza
| Testata                            | Versione | Giudizio |
| ---------------------------------- | -------- | -------- |
| GameRankings (media al 09-12-2019) | SAT      | 77.55%   |
| AllGame                            | SAT      | 4/5      |
| Computer and Video Games           | SAT      | 4/5      |
| GamePro                            | SAT      | 4.5/5    |
| Game Revolution                    | SAT      | B        |
| GameSpot                           | SAT      | 5.9/10   |
| Sega Saturn Magazine               | SAT      | 92%      |
| Hyper                              | SAT      | 75%      |

Sonic Jam ha ricevuto recensioni per lo più positive. Ha un punteggio medio di 77% su GameRankings, basato su un totale di quattro recensioni.
L'ambiente 3D del gioco, "Sonic World", ebbe opinioni miste per la grafica e per i contenuti sbloccabili. Lee Nutter della rivista Sega Saturn Magazine disse che era presente "una delle grafiche più strabilianti finora viste su Saturn", rivaleggiando con Super Mario 64. Inoltre, il recensore sottolineò che il gioco non conteneva nessun clipping o glitch, e commentò il motore grafico 3D come "veramente notevole" speculando che quello poteva essere lo stesso che sarebbe stato utilizzato in un futuro gioco di Sonic the Hedgehog. Glenn Rubenstein di GameSpot invece trovò il mondo tridimensionale non impressionante, paragonandolo a Super Mario 64 o Crash Bandicoot. Rubenstein apprezzò i contenuti sbloccabili presenti nel gioco, in particolare l'opportunità di poter vedere le pubblicità giapponesi e i cartoni animati di Sonic the Hedgehog. Un recensore di Game Revolution trovò la grafica 3D del museo interattivo incredibile trovando come contro la presentazione banale. Tuttavia elogiò l'idea che il giocatore poteva vedere i vecchi spot pubblicitari della serie come una buona forma d'intrattenimento. Colin Williamson di AllGame criticò la presentazione in tre dimensioni giudicandola come "stupenda da guardare", tuttavia affermò in seguito che l'esperienza complessiva non si rivelava divertente paragonata a Super Mario 64 e Crash Bandicoot. Special K di GamePro lo ritenne nel complesso un prodotto che ha un "grande record permanente" dei giochi originali di Sonic. Steve O'Learly della rivista Hyper apprezzò la grafica dettagliata di "Sonic World", commentando che questa modalità mostrava quello che il Saturn poteva fare se programmato correttamente, anche se non appariva così definito come Super Mario 64.
I recensori apprezzarono in gran parte l'inclusione dei quattro titoli usciti precedentemente su Mega Drive. Nutter riconobbe la compilation come "potrebbe non essere la tazzina di tè di tutti" e raccomandava che non ne valeva la pena acquistarlo per chi già possedeva la versione originale dei giochi inclusi, sebbene ciò apprezzò il suo valore in termini di prezzo. Rubenstein criticò il fatto che il titolo non presentava al suo interno Sonic CD o Sonic Spinball, affermando "Sega avrebbe potuto realizzare una collezione di Sonic molto più completa" inserendo altri titoli derivati già usciti. Riassunse Sonic Jam come un'esperienza non definitiva di Sonic dato che al tempo erano passati solamente sei anni dall'uscita del primo Sonic the Hedgehog e "forse la maggior parte di noi non ne ha ancora abbastanza nostalgia". Il recensore di Game Revolution ripeté che la compilation era semplicemente un "solido set di giochi che abbiamo già visto prima", sconsigliandolo al consumatore che era "stanco dei rimaneggiamenti" ma consigliandolo comunque dicendo che "ne vale la pena per trenta o quaranta dollari". Sebbene Williamson notò che vi era molto da fare per il giocatore in Sonic Jam espresse un certo scetticismo sul fatto che la maggior parte del gioco proveniva da "ieri" e non c'erano abbastanza innovazioni. O'Learly lodò le fedeli ed accurate repliche dei titoli originali, anche se li sentiva come "datati". Al contrario, Ed Lomas di Computer and Video Games considerò "incredibile quanto i giochi siano invecchiati bene". Nella retrospettiva del 2014, lo staff del sito web GamesRadar trovò Sonic Jam come una presentazione "amorevole" notando che "questo era quello che c'era prima che i giochi classici di Sonic apparissero su ogni dispositivo conosciuto dall'uomo".
Pocket Gamer ha descritto la versione per Game.com come "così lontano dalle versioni originali che il gioco si qualifica praticamente come una nuova avventura di Sonic", criticando il motion blur, la musica in loop e il rilevamento delle collisioni.